# Llanfairpwllgwyngyll

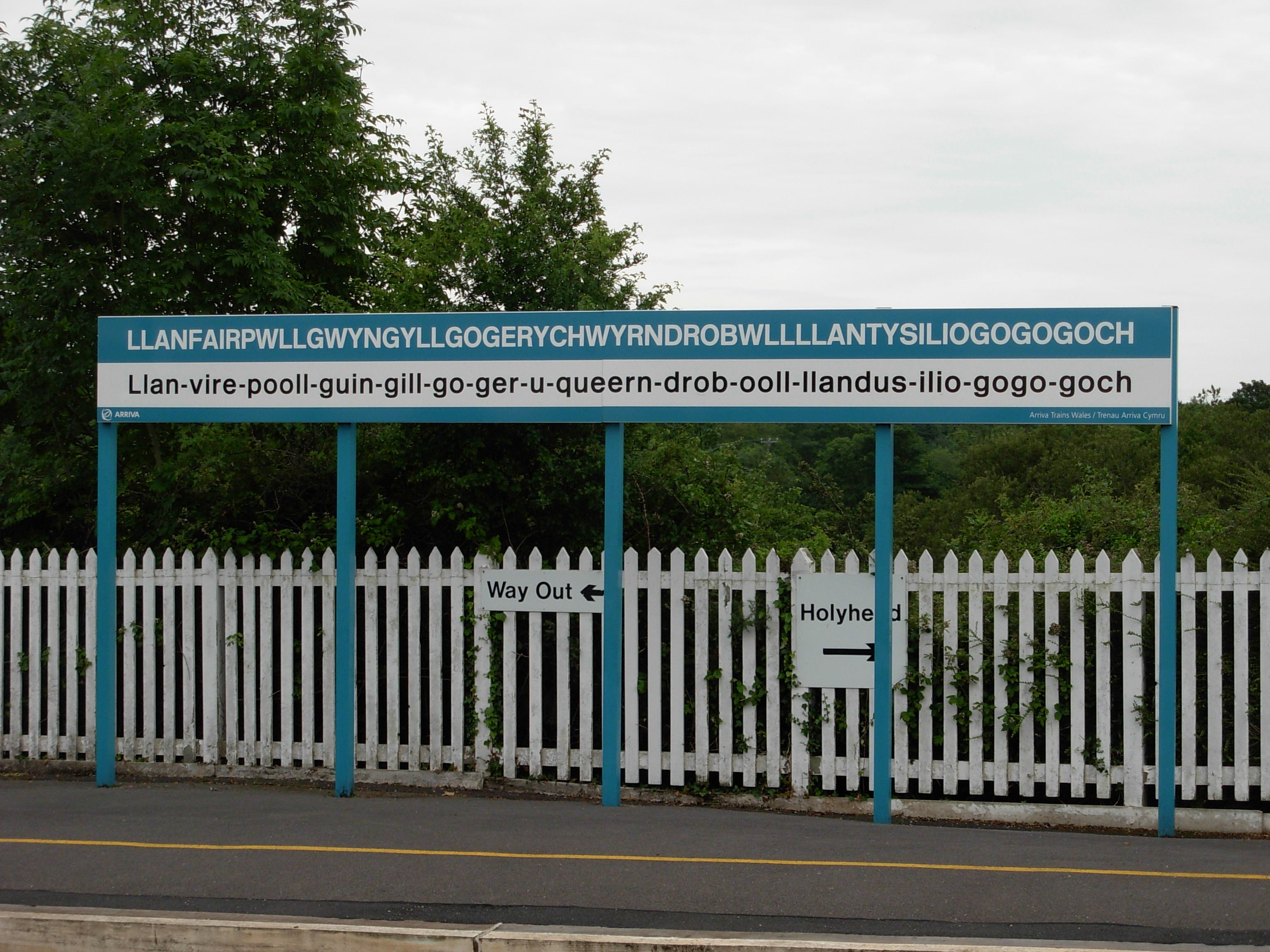
Schild am Bahnhof, der offizielle Bahnhofsname lautet jedoch nur Llanfairpwll

Llanfairpwllgwyngyll oder Llanfair Pwllgwyngyll, in den Kurzformen Llanfairpwll oder Llanfair PG und der Langform Llanfairpwllgwyngyllgogerychwyrndrobwllllantysiliogogogoch [ˌɬan.ˈvair.puɬ.ˌɡwɪn.ɡɘɬ.ɡo.ˌɡe.rɪ.ˌχwɪrn.ˌdro.buɬ.ˌɬan.tɘ.ˈsi.lio.ˌɡo.ɡo.ˈɡoːχ] (Ausspracheⓘ), ist eine Community im Südosten der Insel Anglesey in der gleichnamigen Grafschaft im Nordwesten von Wales. 2001 war sie mit 3.040 Einwohnern die sechstgrößte Gemeinde von Anglesey.

## Ortsname

### Herkunft
Der Name bedeutet im Walisischen:

„Marienkirche (Llanfair) in einer Mulde (pwll) weißer Haseln (gwyn gyll) in der Nähe (goger) des schnellen Wirbels (y chwyrn drobwll) und der Tysiliokirche (llantysilio) bei der roten Höhle (gogo goch).“

Oft wird der Ortsname mit Llanfair PG, Llanfair oder Llanfairpwllgwyngyll abgekürzt. Waliser sagen zum Dorf meist nur Llanfairpwll oder einfacher Llanfair („St. Mary’s“). Engländer hingegen nennen es oft Gogogoch.
Ein Schuhmacher dachte sich im 19. Jahrhundert den Zungenbrecher aus, um das damalige Dorf für den Handel attraktiver zu machen und die Eisenbahngesellschaft dazu zu bewegen, an der Hauptstrecke London–Manchester–Holyhead einen Bahnhof einzurichten. Der ursprüngliche Name war lediglich Llanfair Pwllgwyngyll.
Mit 58 Buchstaben hat das Dorf den nunmehr längsten amtlichen Ortsnamen Europas. Mit dem Namen wurde die Ortschaft zum Touristenziel und zum bekanntesten Dorf in Wales. Im Ort gibt es einen restaurierten viktorianischen Bahnhof an der North Wales Coast Line.

### Guinness-Buch der Rekorde
Die Domain des Ortes (siehe #Weblinks) war 2002 im Guinness-Buch der Rekorde mit ihren 58 Buchstaben als längster Einwort-Domainname der Welt vermerkt. 

### Weitere Verwendung
Der Ortsname taucht auch als Codewort in Roger Vadims Comicverfilmung Barbarella auf. In einem Volkswagen-Werbespot von 2024 wird der Ortsname genutzt, um die Fähigkeit der Künstlichen Intelligenz im eingebauten Navigationssystem zu demonstrieren.
Die Bakterienart Myxococcus llanfairpwllgwyngyllgogerychwyrndrobwllllantysiliogogogochensis wurde nach diesem Ort benannt. Der Name deutet auf den Fundort, im Boden dieser Gemeinde, hin.

## Gemeindepartnerschaft
Die Gemeinde schloss mit Ie (Niederlande) und Y (Frankreich) Gemeindepartnerschaften.

## Persönlichkeiten
- Taron Egerton (* 1989), Schauspieler, Wohnort in der Kindheit

## Ähnlich lange Ortsnamen
- Gorsafawddacha’idraigodanheddogleddollônpenrhynareurdraethceredigion – ein walisischer Bahnhof
- Taumatawhakatangihangakoauauotamateaturipukakapikimaungahoronukupokaiwhenuakitanatahu – ein Berg in Neuseeland
- Krung Thep Mahanakhon Amon Rattanakosin Mahinthara Ayuthaya Mahadilok Phop Noppharat Ratchathani Burirom Udomratchaniwet Mahasathan Amon Piman Awatan Sathit Sakkathattiya Witsanukam Prasit – Bangkoks offizieller Ortsname